# Episodi di Camp Lakebottom (terza stagione)
| Episodio | Titolo italiano                           | Titolo originale                                          |
| -------- | ----------------------------------------- | --------------------------------------------------------- |
| 1        | Un lago di sudore                         | Sweat, Hot Lakebottom Summer                              |
| 2        | Un mostro dolcissimo                      | The S’mogre                                               |
| 3        | Fuga da Camp Lakebottom                   | Camp Lockdownbottom                                       |
| 4        | Biscotti ai vermi                         | All You Need Is Larva                                     |
| 5        | I genitori di Gretchen                    | Meet the Gretch’s Parents                                 |
| 6        | Un’altra dimensione                       | Now with 100% More Portal!                                |
| 7        | A spasso tra i videogame                  | Lakebo-tron                                               |
| 8        | Il bigfoot più bigfoot                    | Rise of the Dawn of the Beginning of the Planet of Armand |
| 9        | Le scimmie di mare                        | McGee’s First Flush                                       |
| 10       | La casa del cerume                        | House of Ear Wax                                          |
| 11       | La But-squadra                            | Butt-Squad                                                |
| 12       | Colpiti e affondati                       | You Sank My Battle-Squirt!                                |
| 13       | Ghiandabottom                             | I, Rodent                                                 |
| 14       | Un sogno in mutande                       | Undies Cover of the Night                                 |
| 15       | Una festa senza fine                      | Afterlife of the Party                                    |
| 16       | L’elefante flatulento                     | F.L.O.P.P.Y. The Elephant                                 |
| 17       | La casa degli orrori: parte 1             | Part 1: The Lakebottom House of Horrors! Mwa Ha Ha!       |
| 18       | La casa degli orrori: parte 2             | Part 2: The Lakebottom House of Horrors! Mwa Ha Ha!       |
| 19       | La festa del raccolto                     | Tur-keepin’ it Real                                       |
| 20       | Babbo Natale a Camp Lakebottom            | Little Saint Nicky                                        |
| 21       | Previsioni sul futuro                     | Nostril-Damus!                                            |
| 22       | A caccia di rarità                        | Working Over Slime                                        |
| 23       | Il Vecchio e il McGee                     | The Old Man and the McGee                                 |
| 24       | Operazione McMamma                        | Operation: McMOM                                          |
| 25       | Il campionato di Camp Lakebottom: parte 1 | Part 1: The Camp Lakebottom Classic                       |
| 26       | Il campionato di Camp Lakebottom: parte 2 | Part 2: The Camp Lakebottom Classic                       |

## Un lago di sudore
McGee diventa un idrante di sudore dopo aver usato la crema anti sudore di Sawyer per non avere caldo.

## Un mostro dolcissimo
McGee viene ricoperto dallo s’more (dolce americano contenente cioccolato, marshmallow e biscotti) e si trasforma improvvisamente in un mostro dolcissimo: lo “S’mogre”.

## Fuga da Camp Lakebottom
Rosebud fa diventare Camp Lakebottom, Camp Lockdown-bottom tenendo McGee, Gretchen, Squirt, Sawyer e Armand dietro le sbarre dopo che lei ha perso il suo mestolo dorato della nonna.

## Biscotti ai vermi
Squirt crea una “custodia” di vermi così cattivi che proveranno a mangiare tutti quanti!

## I genitori di Gretchen
I genitori di Gretchen vengono a visitare Camp Lakebottom all’insaputa dei mostri che ne abitano!

## Un’altra dimensione
I campeggiatori scoprono un portale inter-dimensionale che li porta in un Camp Lakebottom simile all’originale, ma infestato da Zombie!

## A spasso tra i videogame
Buttsquat e McGee vengono digitalizzati in un videogame degli anni 80, e poi combattere contro il guardiano del software per uscire dal gioco.

## Il bigfoot più bigfoot
I campeggiatori viaggiano in un portale inter-dimensionale e finiscono in un mondo tutto Bigfoot dove Re Armand fa McGee, Gretchen e Squirt suoi schiavi!

## Le scimmie di mare
I campeggiatori affrontano gli animaletti, ovvero delle scimmie di mare, di Suzi e McGee dopo che essi li hanno scaricati nel WC involontariamente quando erano piccoli.

## La casa del cerume
Il cerume di Squirt guadagna il suo proprio controllo, il quale ipnotizza Squirt che decide di rimpiazzare i suoi amici con delle statue di cerume. 
Che schifo!

## La But-squadra
Buttsquat usa dei cattivi trucchi a sua disposizione per fare una lavata al cervello ai campeggiatori di Lakebottom per farli diventare una perfetta But-squadra di guerrieri Buttsquat!

## Colpiti e affondati
Un ufo invade Lakebottom, in cerca di trovare il potere più forte nell’universo. Che sarà proprio… Squirt?

## Ghiandabottom
Rosebud e i campeggiatori vanno in una versione scoiattolo di Camp Lakebottom per pagare i loro crimini contro gli scoiattoli!

## Un sogno in mutande
McGee fa un incubo di indossare solo le mutande per tutto il campeggio fino a quando quell’incubo diventa realtà, quindi Suzi, Gretchen e Squirt vanno nei suoi sogni per far cambiare idea a McGee.

## Un elefante flatulento
I campeggiatori fanno amicizia con un elefante da circo smarrito, per poi scoprire che è la pedina del clown Dofus per conquistare Camp Lakebottom!

## La casa degli orrori: parte 1
I campeggiatori entrano nella casa degli orrori di Lakebottom per poi scoprire che saranno loro le prossime attrazioni della casa!

## La casa degli orrori: parte 2
I campeggiatori, cercando di uscire dalla casa, si avvicinano sempre di più al faccia a faccia con… il creatore di questa casa inquietante!

## La festa del raccolto
È il giorno della festa del raccolto di Lakebottom! Purtroppo però, nessuno riesce a trovare i Tacchinosauri per la cena di questa festa. Così i campeggiatori viaggiano attraverso il portale di Lakebottom in cerca dei deliziosi Tacchinosauri. 
Sfortunatamente essi capitano in un Camp Lakebottom abitato dai Tacchinosauri affamati di umani. Riusciranno i campeggiatori a tornare indietro al loro Lakebottom originale? O verranno mangiati dai Tacchinosauri?

## Previsioni sul futuro
La malattia della pioggia tossica di McGee danno un potere speciale al suo muco: prevedere il futuro! Ma questo potere prevede cose molto orribili d’altra parte… incluso un attacco di un mostro… su Squirt!

## Il Vecchio e il McGee
Un McGee sui 50 anni viaggia dal futuro al presente per cambiare il passato è impedire che gli istruttori diventino cattivi mostri assetati di sangue!

## Operazione McMamma
I sei viaggiano nella città di McGee per vedere che cosa è accaduto ai genitori di McGee dopo che tutte le sue lettere sono ritornare non lette.

## Il campionato di Camp Lakebottom: parte 1
I campeggiatori si preparano per l’ultima settimana al campo quando arrivano inaspettatamente due nuovi campeggiatori di Sunny Smiles fino a quando arriva Buttsquat per conquistare il campo!

## Il campionato di Camp Lakebottom: parte 2
I campeggiatori e i nuovi arrivati sfidano Buttsquat e i suoi compagni di campeggio al “Campionato di Camp Lakebottom” per stabilire chi ha la vera proprietà di Camp Lakebottom.